# Bruno Ortner
Bruno Ortner (* 7. Oktober 1889 in Admont (Steiermark); † 1971) war ein österreichischer Offizier, zuletzt Generalleutnant der Wehrmacht.

## Leben
Bruno Ortner trat als Fähnrich am 18. August 1908 in die österreichische Armee ein. Am 1. November 1909 wurde er im k.u.k. Schützen-Regiment 16 zum Leutnant befördert.
Nach dem Krieg wurde er in das österreichische Bundesheer übernommen und wurde hier am 1. März 1936 zum Oberstleutnant befördert.
Am 13. März 1938 wurde er in das Reichsheer übernommen und war ab 1. April 1938 im Stab des Infanterie-Regiments 50 (Landsberg). Später war er, ab 1. Februar 1939 Oberst, bis September 1939 Generalstabsoffizier (Ia) der neu aufgestellten 239. Infanterie-Division. Ab 17. September 1939 war er Kommandeur des bei der 93. Infanterie-Division neu aufgestellten Infanterie-Regiments 272.
Vom 29. September 1941 bis 1. Februar 1944 war er Kommandeur der 69. Infanterie-Division, welche an der Ostfront kämpfte. Hier wurde Ortner am 1. Oktober 1942 Generalleutnant. Anschließend war er, nachdem er ab 10. Februar 1944 mit der Aufstellung beauftragt worden war, bis 25. April 1944 Kommandeur der 91. Infanterie-Division. Kurz in der Führerreserve übernahm er von Anfang Mai 1944, die Division kämpfte bereits in der Schlacht um Monte Cassino, als Kommandeur bis Mitte Juni 1944 die 44. Reichsgrenadier-Division. Im Juli 1944 wurde er kurzzeitig mit der Führung der 281. Sicherungs-Division beauftragt. Die Division war zu diesem Zeitpunkt bei der Stettin-Rostocker Operation eingebunden. Vom 18. August 1944 bis 19. September 1944 war er als Vertreter von Oberst Hans-Joachim Baurmeister Kommandeur der 290. Infanterie-Division, übernahm dann wieder bis 25. April 1945 die 281. Sicherungs-Division. Bis Kriegsende war er erneut Kommandeur der 290. Infanterie-Division. Die Division war im Kurland-Kessel verblieben und dort fast vollständig aufgerieben worden. Die Reste der Division gingen als Kampfgruppe 290 in sowjetische Kriegsgefangenschaft.
1958 wohnte Ortner in Wildon (Steiermark).